# Аббас Гусейнов
Аббас Ісрафіл огли Гусейнов (азерб. Hüseynov Abbas İsrafil oğlu, нар. 13 червня 1995, Гянджа, Азербайджан) — азербайджанський футболіст, фланговий захисник клубу «Карабах» та національної збірної Азербайджану.

## Ігрова кар'єра

### Клубна
Займатися футболом Аббас Гусейнов почав в академії міста Баку. З 2013 року футболіст почав грати в першій команді столичного клубу «Шамахи», який на той момент носив назву «Інтер» та «Кешля». Першу гру в основі столичного клубу Гусейнов провів 7 травня 2014 року в чемпіонаті країни проти «Карабаха».
Влітку 2017 року Гусейнов перейшов до складу «Карабаха». З яким вигравав титул чемпіона країни та грав у матчах єврокубків.

### Збірна
30 січня 2018 року у товариському матчі проти команди Молдови Аббас Гусейнов дебютував у складі національної збірної Азербайджану.

## Титули
Карабах
 Чемпіон Азербайджану (7): 2017/18, 2018/19, 2019/20, 2021/22, 2022/23, 2023/24, 2024/25
 Володар Кубка Азербайджану (2): 2021/22, 2023/24